# Maomé III, o Justo
Mehmed III (Turco-otomano: محمد ثالث Meḥmed-i sālis, Turco:III.Mehmet) (Manisa, 26 de maio de 1566 – Istambul, 22 de dezembro de 1603) foi o filho de Murade III, que o sucedeu como sultão do Império Otomano de 1595 até sua morte.

## Biografia
Mehmed III permanece notório na história do Império Otomano por ter condenado à morte vinte e sete irmãos e meio-irmãos e vinte irmãs para permanecer no poder. Todos foram estrangulados. Mehmed III deixou o governo para sua mãe Safiye Sultan, dando-lhe o título de valide sultan. O maior evento durante seu governo foi a guerra com o Império Austríaco na Hungria, entre 1596 e 1605.
A derrota Otomana na guerra levou Mehmed III a comandar pessoalmente o exército, sendo o primeiro sultão a fazer isso desde Suleyman. Os exércitos de Mehmed III conquistaram Eger em 1596 e derrotaram Habsburg, bem como as forças Transilvânias na Batalha de Keresztes durante a qual o sultão teve de ser dissuadido de fugir do campo de batalha, antes de os combates serem finalizados. No ano seguinte, os médicos proibiram-no de ir à guerra em função de sua má saúde, causada por "excesso de comida e bebida".
O período em que Mehmed III esteve no poder ganhou má reputação. Ele teria dado exagerada atenção à seu harém, organizando festas suntuosas e deixando de lado os negócios de Estado.